# Teodor I d'Alexandria
Teodor I d'Alexandria (grec antic: Θεόδωρος; llatí: Theodorus) va ser patriarca d'Alexandria entre els anys 607 i 609. Era conegut pel malnom Scribo (Σκρίβων) i el seu ritual era melquita.
Després de dos anys de patriarcat va morir en els disturbis ocasionats per les revoltes d'Egipte i Àfrica contra Flavi Focas l'any 609.